# Charidotella granaria
Charidotella granaria es un insecto coleóptero de la familia Chrysomelidae.
Fue descrita científicamente en 1855 por Boheman.